# 別所純子
別所 純子（べっしょ じゅんこ、旧姓：出光、1938年5月28日 - 2019年5月22日、80歳没）は、日本のフィギュアスケート選手（アイスダンス）。パートナーは夫の別所敬之。1964年全日本フィギュアスケート選手権優勝。お茶の水女子大学附属小学校、お茶の水女子大学附属中学校、お茶の水女子大学附属高等学校、お茶の水女子大学出身。
父は出光興産創業者の出光佐三。兄は出光興産第5代社長の出光昭介。出光興産第2代社長の出光計助は叔父。出光興産第4代社長の大和勝、出光興産第6代社長の出光裕治、出光豊、出光昭、出光芳秀は従兄。

## 経歴
1959年、別所敬之とカップルを組み、全日本選手権に出場し金子恵以子/竹内己喜男組に次いで2位に入る。
1960年、全日本選手権で2年連続で2位となる。その後、パートナーの別所敬之と結婚し、1963年の全日本選手権で再び2位に入る。1964年、全日本選手権で優勝を果たし、アイスダンスでは歴代2組目のチャンピオンとなる。
引退後は日本代表のアイスダンス選手の佐藤紀子/高橋忠之組、渡辺心/木戸章之組らを経済的に支援した 。

## 主な戦績
| 大会/年      | 1959-60 | 1960-61 | 1963-64 | 1964-65 |
| ------------ | ------- | ------- | ------- | ------- |
| 全日本選手権 | 2       | 2       | 2       | 1       |